# جی هنلیوس
جنویو نایت هنلیوس (به انگلیسی: Genevieve Knight Hannelius) با نام شناخته شده جی هنلیوس (انگلیسی: G Hannelius؛ زادهٔ ۲۲ دسامبر ۱۹۹۸) هنرپیشه و خواننده اهل ایالات متحده آمریکا است. وی از سال ۲۰۰۹ میلادی تاکنون مشغول فعالیت بوده‌است.
او در فیلم همراه برای سواری بازی کرده‌است.